# Liste der Biografien/Dog
Liste der Biografien |
Portal Biografien |
Personensuche
# |
A |
B |
C |
D |
E |
F |
G |
H |
I |
J |
K |
L |
M |
N |
O |
P |
Q |
R |
S |
T |
U |
V |
W |
X |
Y |
Z |
?
 
Da |
Db |
Dc |
Dd |
De |
Dg |
Dh |
Di |
Dj |
Dk |
Dl |
Dm |
Dn |
Do |
Dq |
Dr |
Ds |
Du |
Dv |
Dw |
Dy |
Dz
 
Doa |
Dob |
Doc |
Dod |
Doe |
Dof |
Dog |
Doh |
Doi |
Doj |
Dok |
Dol |
Dom |
Don |
Doo |
Dop |
Doq |
Dor |
Dos |
Dot |
Dou |
Dov |
Dow |
Dox |
Doy |
Doz
Die Liste der Biografien führt alle Personen auf, die in der deutschsprachigen Wikipedia einen Artikel haben. Dieses ist eine Teilliste mit 108 Einträgen von Personen, deren Namen mit den Buchstaben „Dog“ beginnt.

## Dog
- Dog-G, taiwanischer Rapper

### Doga
- Doga, Eugen (1937–2025), sowjetischer bzw. moldauisch-russischer Komponist
- Doga, Fatmir (* 1967), albanisch-kanadischer Regisseur
- Dogaga, Hailu (* 1985), äthiopischer Marathonläufer
- Dōgaki, Ryūichi (* 1988), japanischer Fußballspieler
- Doğan Yalçındağ, Arzuhan (* 1964), türkische Unternehmerin
- Dogan, Abdullah (* 1997), deutsch-türkischer Fußballspieler
- Doğan, Adem (* 2001), türkischer Fußballspieler
- Dogan, Ahmed (* 1954), bulgarischer Menschenrechtsaktivist und Politiker
- Doğan, Ahmet, deutscher Verleger
- Doğan, Ali (* 1982), deutscher Politiker (SPD), Landrat des Kreises Minden-LübbeckeAli Doğan (* 1982)

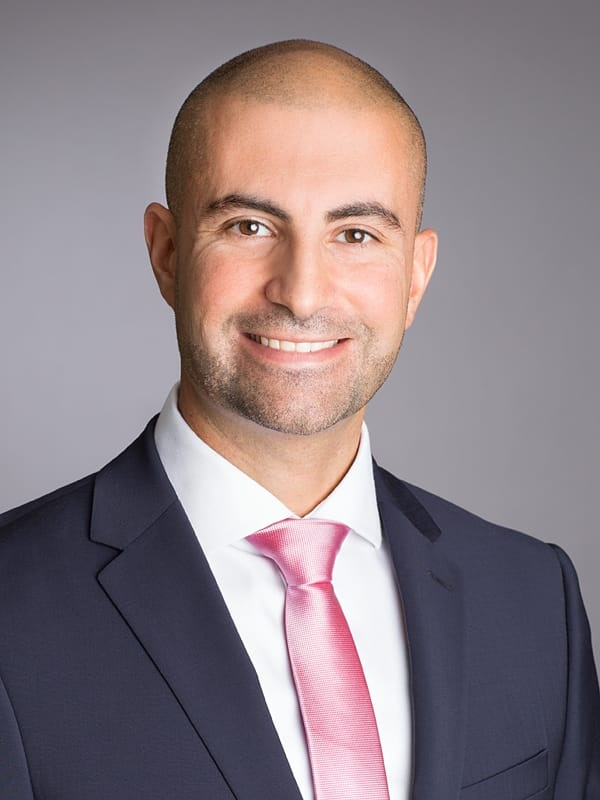
Ali Doğan (* 1982)

- Doğan, Aydın (* 1936), türkischer Unternehmer und Inhaber der Aydın Doğan Holding
- Doğan, Aynur (* 1975), türkische Sängerin
- Doğan, Bahar (* 1974), türkische Marathonläuferin
- Dogan, Berkay (* 2002), österreichischer Fußballspieler
- Doğan, Celal (* 1943), türkischer Politiker
- Dogan, Deniz (* 1979), deutsch-türkischer FußballspielerDeniz Dogan (* 1979)

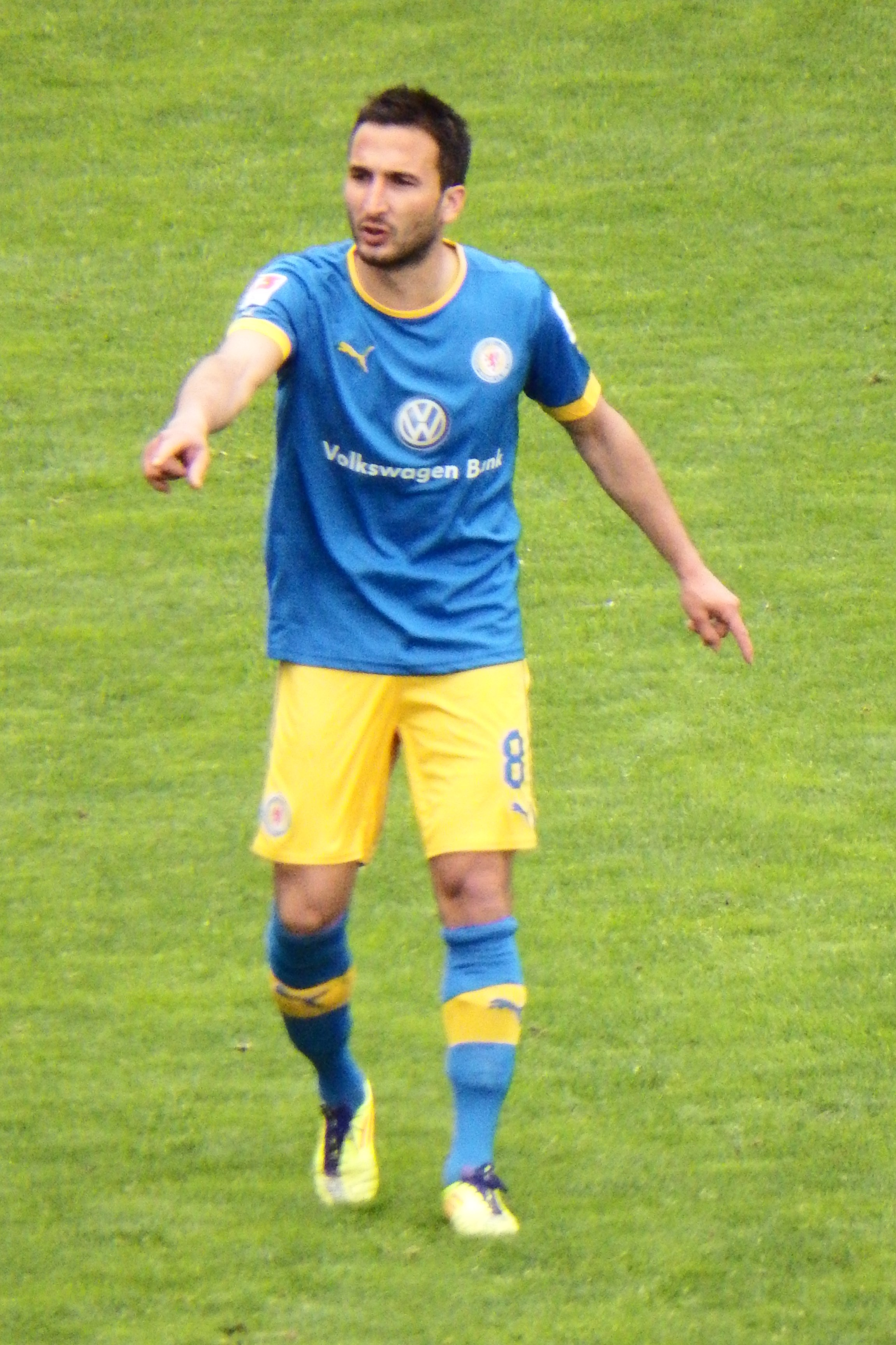
Deniz Dogan (* 1979)

- Dogan, Destan (* 1981), kurdischer Sänger und Unternehmer
- Doğan, Dilber (* 1961), alevitische Sängerin
- Doğan, Elif (* 1994), türkische Schauspielerin
- Doğan, Evrim (* 1977), türkische Schauspielerin
- Doğan, Fatih (* 1990), schweizerisch-türkischer Fußballspieler
- Doğan, Fikret (* 1968), türkisch-deutscher Journalist, Übersetzer und Autor
- Doğan, Hakan (* 1995), türkischer Boxer
- Doğan, Harun (* 1976), türkischer Ringer
- Doğan, Hasan (1956–2008), türkischer Unternehmer und Fußballfunktionär
- Dogan, Hatune (* 1970), türkische Klosterschwester und Leiterin der Hilfsorganisation Helfende Hände
- Doğan, Hüsnü (* 1944), türkischer Politiker
- Doğan, Hüzeyfe (* 1981), deutsch-türkischer Fußballspieler
- Doğan, İshak (* 1990), deutsch-türkischer Fußballspieler
- Doğan, İzzettin (* 1940), türkischer Völkerrechtler und Mediengründer
- Doğan, Mazlum (1955–1982), zazaischer PKK-Kader, Mitglied des Zentralkomitees der PKKMazlum Doğan (1955–1982)

Mazlum Doğan (1955–1982)

- Doğan, Muhammed Ali (* 1995), deutsch-türkischer Fußballspieler
- Doğan, Mustafa (* 1976), deutscher Fußballspieler
- Doğan, Nedim (* 1943), türkischer Fußballspieler
- Doğan, Orhan (1955–2007), kurdischer Politiker
- Doğan, Rıza (1931–2004), türkischer Ringer
- Dogan, Serdar (* 1978), deutscher Filmregisseur
- Doğan, Serhat (* 1974), türkischer Schauspieler und Komiker
- Doğan, Turgay (* 1974), deutsch-türkischer Schauspieler
- Doğan, Uğur (* 1954), türkischer Diplomat
- Doğan, Zehra (* 1989), türkische Künstlerin und Journalistin
- Doğan, Ziya (* 1961), türkischer Fußballspieler und -trainer
- Doğan-Netenjakob, Hülya (* 1967), deutsche Schauspielerin
- Doğan-Sızmaz, Mehtap (* 1978), türkische Marathonläuferin
- Dogana, Martina (* 1979), italienische Triathletin
- Doğanay, Gökhan (* 1987), türkischer Musiker
- Doğançay, Burhan Cahit (1929–2013), türkisch-amerikanischer Maler und Fotograf
- Doğandemir, Hande (* 1985), türkische Schauspielerin
- Doganer, Mutlu (* 1969), deutscher Billardspieler
- Doğangün, Turan (* 1941), türkischer Fußballspieler
- Doğantez, Tolga (* 1975), türkischer Fußballspieler
- Dogărescu, Gheorghe (1960–2020), rumänischer Handballspieler

### Dogb
- Dogbé, Alfred (1962–2012), nigrischer Novellist und Dramatiker
- Dogbé, Victoire Tomegah (* 1959), togoische Politikerin
- Dogboe, Isaac (* 1994), ghanaischer Boxer, Olympiateilnehmer

### Doge
- Döge, Klaus (1951–2011), deutscher Musikwissenschaftler
- Döge, Peter (* 1961), deutscher Politologe
- Dögei, Imre (1912–1964), ungarischer kommunistischer Politiker, Mitglied des Parlaments
- Dögel, Friedrich Wilhelm Otto (1855–1891), deutscher Architekt
- Dōgen (1200–1253), japanischer Zen-MeisterDōgen (1200–1253)

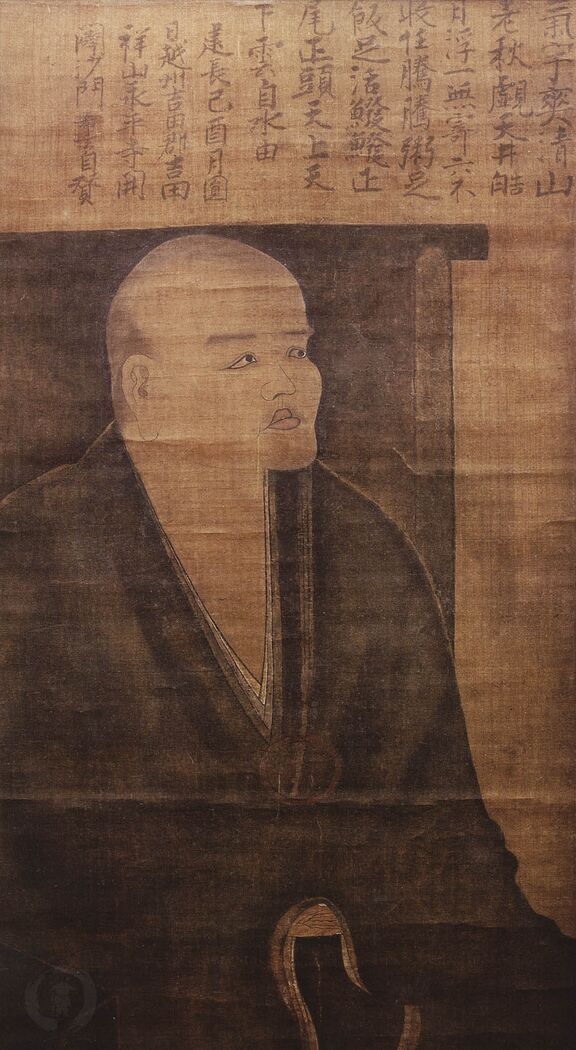
Dōgen (1200–1253)

- Dögen, Matthias († 1672), brandenburgischer Festungsbauingenieur und Diplomat
- Döğer, Dilin (* 1995), türkische Schauspielerin
- Döğer, Eda (* 2006), türkische Schauspielerin
- Doğer, Ersin (* 1951), türkischer Klassischer Archäologe
- Doger, Pascale (* 1961), französische Judoka
- d’Ogeron de La Bouëre, Bertrand (1613–1676), französischer Gouverneur von Saint-Domingue

### Dogg
- Doggale, Santo Loku Pio (* 1969), südsudanesischer Geistlicher und römisch-katholischer Bischof
- Doggett, Bill (1916–1996), US-amerikanischer Musiker
- Doggett, Ignatius John (1907–2004), australischer Ordensgeistlicher, katholischer Missionsbischof
- Doggett, Lloyd (* 1946), US-amerikanischer Jurist und Politiker
- Doggett, Ray (1936–2002), US-amerikanischer Rockabilly-Musiker, Songwriter und Produzent

### Dogh
- Doghmi, Anthony (* 1972), deutscher American-Football-Spieler

### Dogl
- Dögl, Franz (1945–2004), österreichischer Radrennfahrer
- Doglioni, Stefano (* 1986), italienischer Jazzmusiker (Bassklarinette)
- Dogliotti, Achille Mario (1897–1966), italienischer Arzt, Kardiochirurg

### Dogm
- Dogmani, Dunja (* 1977), deutsche Schauspielerin, Sprecherin und RegisseurinDunja Dogmani (* 1977)

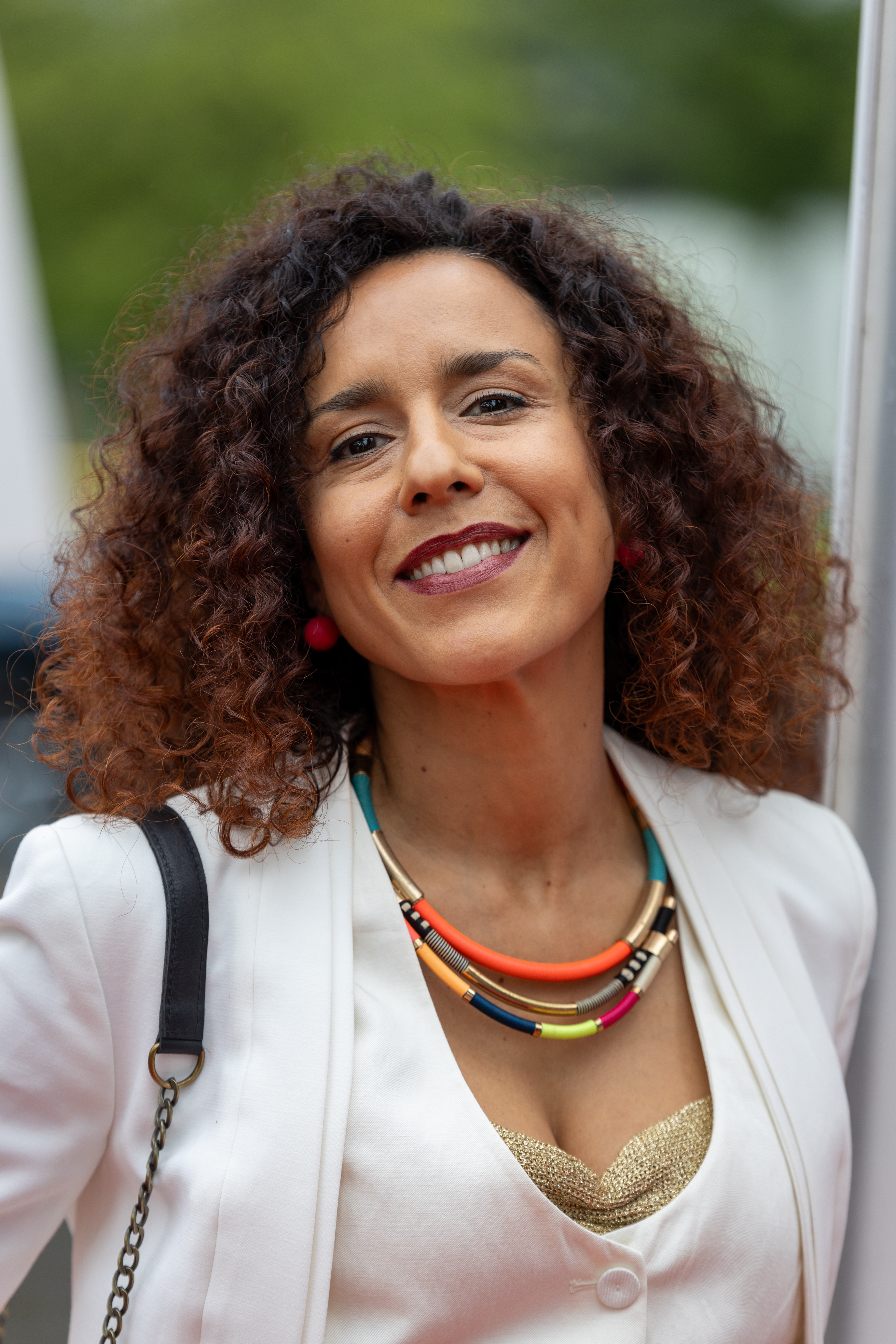
Dunja Dogmani (* 1977)

### Dogn
- Dognin, Laurent (* 1953), französischer Geistlicher, Bischof von Quimper

### Dogo
- Dogo, Yannis (* 1992), französischer Fußballspieler
- Dogo, Yazi (* 1942), nigrischer Schauspieler, Dramatiker und Theaterleiter
- Dogonadze, Anna (* 1973), deutsche Trampolinturnerin georgischer HerkunftAnna Dogonadze (* 1973)

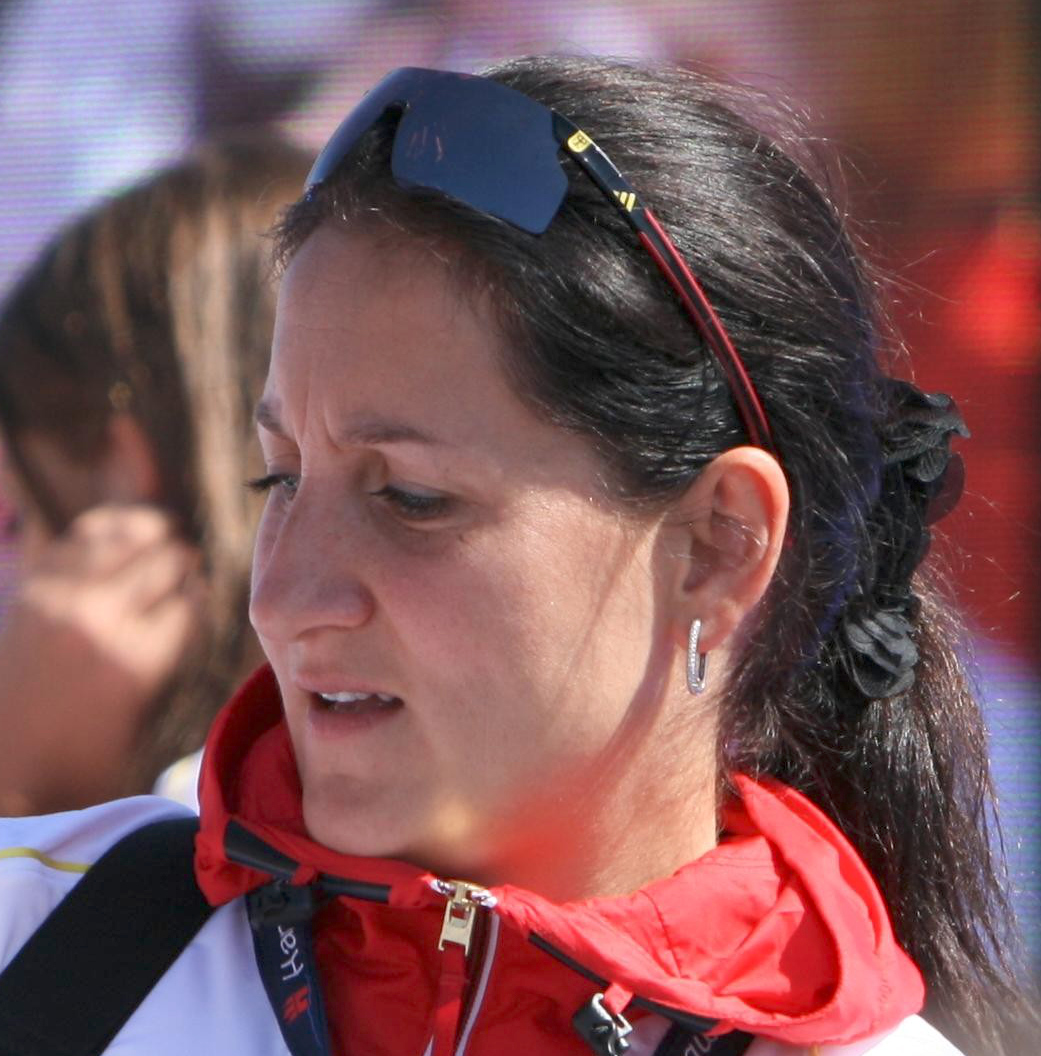
Anna Dogonadze (* 1973)

- Dogonyaro, Musa (1945–2008), nigerianischer Sprinter und Mittelstreckenläufer
- Dogou, Alain (* 1964), ivorischer Politiker

### Dogr
- Dogra, Tirath Das (* 1947), indischer Pathologe
- Dogramaci, Burcu (* 1971), deutsche Kunsthistorikerin
- Doğramacı, İhsan (1915–2010), türkischer Humanmediziner
- Doğru, Abdullah (* 1965), türkischer Politiker (AKP)
- Doğru, Hakan (* 1991), türkischer Fußballspieler
- Doğruer, Sedat (1884–1955), türkischer Generalleutnant
- Doğrusöz, Gökçe Güneş (* 2004), türkische Schauspielerin

### Dogs
- Dogs, Christian Peter (* 1953), deutscher Mediziner
- Dogs, Michael (* 1945), deutscher Handballspieler
- Dogsomyn Bodoo (1885–1922), mongolischer Lama und Premierminister

### Dogt
- Dogterom, Marileen (* 1967), niederländische Biophysikerin

### Dogu
- Doğu, Ahmet (* 1973), türkischer Ringer
- Doğu, Cengiz (1945–2019), deutscher Dichter und Aktivist für Menschenrechte türkischer Herkunft
- Doğu, Ersan (* 1972), türkischer Fußballspieler
- Doğu, Metin (* 1997), türkischer Hochspringer
- Doğu, Yaşar (1913–1961), türkischer Ringer
- Doğudan, Attila (* 1959), österreichischer Gastronom
- Dogue, Marvin (* 1995), deutscher Moderner Fünfkämpfer
- Dogue, Patrick (* 1992), deutscher Moderner Fünfkämpfer
- Doğulu, Kadir (* 1982), türkischer Schauspieler
- Doğulu, Kenan (* 1974), türkischer Popsänger
- Doğulu, Ozan (* 1972), türkischer Musikproduzent
- Dogura, Asa (1914–2008), japanische Sprinterin
- Doğuş (* 1974), türkischer Popsänger
- Doğuşlu, Doğa Zeynep (* 2000), türkische Schauspielerin